# Sterowanie optymalne
Teoria sterowania optymalnego – jedna z gałęzi teorii sterowania, stanowi rozwinięcie rachunku wariacyjnego.

## Wstęp
Teoria sterowania optymalnego to zarazem jedna z gałęzi optymalizacji matematycznej, która wraz z rachunkiem wariacyjnym i programowaniem dynamicznym zasadniczo zajmuje się optymalizacją w kontekście dynamicznym (to znaczy dotyczy podejmowania decyzji w odniesieniu do pewnego przedziału czasu). Porównanie optymalizacji statycznej z optymalizacją dynamiczną zob. optymalizacja (matematyka).
Sterowanie optymalne to szczególna metoda sterowania, w której sygnał sterujący optymalizuje pewne kryterium kosztu. Na przykład w przypadku satelity, steruje się ciągami silników, które sprowadzają go na pożądaną trajektorię, tak by zużyć możliwie najmniej paliwa.

## Idea sterowania optymalnego
W sterowaniu optymalnym poszukuje się takiego sterowania dla danego układu, przy którym spełnione zostaną pewne kryteria optymalności. Problem sterowania ujmuje funkcjonał kosztów, który jest funkcją stanu i zmiennych związanych ze sterowaniem. Przedstawia się układ równań różniczkowych opisujących przebiegi zmiennych związanych ze sterowaniem. Zmienne te minimalizują funkcjonał kosztów. Sterowanie optymalne można wyprowadzić, korzystając z
- zasady maksimum Pontriagina (podaje ona warunek konieczny, znana też jest jako zasada minimum Pontriagina lub po prostu zasada Pontriagina) albo przez
- rozwinięcie równania HJB (równania Hamiltona-Jacobiego-Bellmana) – ujmuje ono warunek wystarczający.

Przykładem może być zadanie minimalizacji czasu i odległości pokonywanej przez pojazd poruszający się pomiędzy dwoma punktami, gdy występują przy tym dodatkowe ograniczenia np. ilość energii jaka ma być zużyta jest ograniczona lub też dopuszczalna prędkość pojazdu nie może być przekroczona.
W abstrakcyjnym, matematycznym ujęciu takiego problemu poszukuje się minimum funkcjonału kosztów o czasie ciągłym
{\displaystyle J=\Phi ({\textbf {x}}(t_{0}),t_{0},{\textbf {x}}(t_{f}),t_{f})+\int _{t_{0}}^{t_{f}}{\mathcal {L}}({\textbf {x}}(t),{\textbf {u}}(t),t)\,\operatorname {d} t}
z ograniczeniami dynamiki pierwszego rzędu
{\displaystyle {\dot {\textbf {x}}}(t)={\textbf {a}}({\textbf {x}}(t),{\textbf {u}}(t),t),}
algebraicznymi ograniczeniami na przebieg
{\displaystyle {\textbf {b}}({\textbf {x}}(t),{\textbf {u}}(t),t)\leqslant {\textbf {0}},}
i warunkami granicznymi
{\displaystyle {\boldsymbol {\phi }}({\textbf {x}}(t_{0}),t_{0},{\textbf {x}}(t_{f}),t_{f})}
gdzie {\displaystyle {\textbf {x}}(t)} jest stanem, {\displaystyle {\textbf {u}}(t)} jest sterowaniem, {\displaystyle t} to zmienna niezależna (ogólnie rzecz biorąc – czas), {\displaystyle t_{0}} to chwila początkowa, a {\displaystyle t_{f}} jest chwilą końcową. Wyrażenia {\displaystyle \Phi } i {\displaystyle {\mathcal {L}}} nazywane są odpowiednio kosztem punktu końcowego i lagranżjanem (koszt punktu końcowego należy interpretować jako pożądany stan końcowy a Lagrangian jako funkcję kosztu). Warto przy tym zauważyć, że ograniczenia na przebieg są z reguły ograniczeniami wyrażonymi przez nierówności i przez to mogą nie być aktywne (to znaczy są równe zeru) w rozwiązaniu optymalnym. Rozwiązanie powyższego problemu sterowania optymalnego może mieć wiele rozwiązań (to znaczy rozwiązanie nie jest unikalne). Często jest tak, że każde rozwiązanie {\displaystyle ({\textbf {x}}^{*}(t^{*}),{\textbf {u}}^{*}(t^{*}),t^{*})} problemu sterowania optymalnego stanowi minimum lokalne.

## Metody numeryczne dla sterowania optymalnego
Problemy sterowania optymalnego zwykle mają charakter nieliniowy i dlatego, zwykle nie posiadają rozwiązań analitycznych (tak jest na przykład w przypadku sterowania liniowo-kwadratowego). Do ich rozwiązania potrzebne są metody numeryczne.
We wczesnych latach rozwoju teorii sterowania optymalnego (mniej więcej od lat 50. do 80. XX wieku) stosowane były zwykle metody niebezpośrednie. W metodach tych wykorzystuje się rachunek wariacyjny w celu uzyskania warunków optymalności pierwszego rzędu. Warunki te prowadzą do problemu jednopunktowej (lub w złożonych przypadkach wielopunktowej) wartości granicznej. Taki problem wartości granicznej ma szczególną postać, jako że powstaje on na drodze różniczkowania hamiltonianu. W efekcie uzyskuje się układ dynamiczny opisany równaniami:
{\displaystyle {\dot {\textbf {x}}}=\partial H/\partial {\boldsymbol {\lambda }},}
{\displaystyle {\dot {\boldsymbol {\lambda }}}=-\partial H/\partial {\textbf {x}},}
gdzie:
{\displaystyle H={\mathcal {L}}+{\boldsymbol {\lambda }}^{\text{T}}{\textbf {a}}-{\boldsymbol {\mu }}^{\text{T}}{\textbf {b}}}
jest tzw. hamiltonianem rozszerzonym.
Od lat 80. XX wieku znaczenia nabrały metody bezpośrednie: W metodach bezpośrednich, stan układu i sterowania są aproksymowane z użyciem odpowiedniej funkcji, na przykład aproksymowane wielomianami lub parametryzowane stałymi częściowymi (ang. piecewise constant parameterization, zob. też interpolacja). Jednocześnie funkcjonał kosztów jest aproksymowany przez funkcję kosztów. Wówczas współczynniki aproksymacji funkcji są traktowane jako zmienne optymalizacji a problem staje się problemem optymalizacji nieliniowej, i przybiera następującą postać:
zminimalizować
{\displaystyle F({\textbf {z}})}
przy ograniczeniach algebraicznych:
{\displaystyle {\textbf {g}}({\textbf {z}})={\textbf {0}},}
{\displaystyle {\textbf {h}}({\textbf {z}})\leqslant {\textbf {0}}.}

## Sterowanie optymalne układami dyskretnymi
Obecnie sterowanie optymalne implementowane jest najczęściej cyfrowo dlatego współczesna teoria sterowania optymalnego dotyczy głównie układów dyskretnych.
Teoria zgodnych aproksymacji (ang. consistent approximations) określa warunki, w których rozwiązania problemów sterowania optymalnego z ciągami o narastającej dokładności dyskretyzacji są zbieżne do rozwiązania problemów czasu ciągłego. Nie wszystkie metody dyskretyzacji odznaczają się takimi własnościami.

## Metody projektowania sterowania optymalnego
Dwie metody projektowania sterowania optymalnego znalazły szczególnie szerokie zastosowanie w przemyśle po tym jak pokazane zostało, że gwarantują stabilność pracy układów zamkniętych:
- sterowanie liniowo-kwadratowe-Gaussa (LQG) – Regulatory LQG znalazły natychmiastowe zastosowanie w lotnictwie i kosmonautyce, mniejszą popularność uzyskały przy sterowaniu procesów przemysłowych gdzie środowisko inżynierskie traktowało je jako mało praktyczne lub nie znało ich dobrze.
- sterowanie predykcyjne (MPC) – Sterowanie predykcyjne w jawny sposób może uwzględnić ograniczenia na sygnały w układzie sterowania co stanowi ważną własność w wielu procesach przemysłowych. Jednakże struktura „sterowania optymalnego” w sterowaniu predykcyjnym stanowi jedynie środek do tego by uzyskać sterowanie optymalne, faktycznie nie zachodzi tu optymalizacja prawdziwego kryterium sterowania dla układu zamkniętego.

Sterowanie optymalne stosuje się też w sterowaniu odpornym z normą H-nieskończoność.

### Sterowanie liniowo-kwadratowe
Sterowanie liniowo-kwadratowe (sterowanie LQ) stanowi szczególny przypadek ogólnego problemu sterowania optymalnego nieliniowego. Dla układu liniowego zawsze istnieje optymalny regulator z kwadratowym wskaźnikiem jakości jeśli tylko układ ten jest sterowalny.

## Sterowanie optymalne a inne zastosowania optymalizacji
Sterowanie optymalne (projektowanie regulatora optymalnego) to jedno z kilku zastosowań optymalizacji w teorii sterowania. Ponadto optymalizację stosuje się także przy:
- optymalizacji stanu ustalonego (optymalizacji statycznej) – np. dobór optymalnej wartości zadanej regulatora,
- optymalizacji parametrycznej – optymalny dobór parametrów regulatora (np. w oparciu o pewien wskaźnik jakości),
- regulacji ekstremalnej,
- regulacji adaptacyjnej,
- identyfikacji systemów.

## Rys historyczny
Johann Bernoulli jako pierwszy w 1696 roku wspomina o zasadzie optymalności w związku z problemem brachistochrony. Problem ten został rozwiązany przez braci Bernoullich i Isaaca Newtona – stało się tym samym jasne, że poszukiwanie optymalności stanowi fundamentalną zasadę ruchu w systemach naturalnych. Badano różne zasady optymalności, w tym zasadę minimum czasu w optyce Pierre’a de Fermata, prace Leonharda Eulera z 1744 roku i wynik prac Williama Rowana Hamiltona, zgodnie z którym system porusza się w taki sposób by zminimalizować całkę po czasie różnic pomiędzy energią kinetyczną i potencjalną.
Wszystkie powyższe zasady to zasady minimum. Na początku XX wieku Albert Einstein wykazał, w odniesieniu do czterowymiarowego systemu współrzędnych, że ruch systemów zachodzi w taki sposób by zminimalizować czas.
Jako że układy występujące w naturze przejawiają optymalność w swoim ruchu całkiem sensowna staje się idea by zaprojektować system (będący dziełem człowieka), który zachowywał by się w sposób optymalny. Zasadnicza zaleta takiej idei leży w tym, że projekt takiego systemu może być opracowany w dziedzinie czasu. W kontekście nowoczesnej teorii sterowania, zwykło się minimalizować czas stanu przejściowego; kwadratową, uogólnioną funkcję energii albo indeks wykonania (ewentualnie z jakimiś ograniczeniami nałożonymi na dozwolone sygnały układu sterowania).
Od lat 40. XX wieku, pomiędzy rokiem 1948 i 1952, Richard Ernest Bellman rozwijał teorię programowania dynamicznego. Pracując na wydziale matematyki korporacji RAND, badał problem określania alokacji pocisków do celów tak aby spowodować możliwie największe szkody. Praca ta doprowadziła go do sformułowania zasady optymalności i programowania dynamicznego. Dobór nazwy, według relacji opublikowanej w 1984 roku, podyktowany był względami politycznymi. Badania były finansowo wspierane przez Wojska lotnicze, ale ówczesny sekretarz obrony miał awersję do badań z obszaru matematyki. Dynamiczny to słowo z pozytywnymi skojarzeniami, a programowanie wydawało się bardziej do zaakceptowania niż planowanie. W 1957 roku Richard Bellman zastosował programowanie dynamiczne do sterowania optymalnego układami dyskretnymi, co ukazało jednocześnie, naturalny zwrot w podejściu do rozwiązywania problemów sterowania, który ma charakter historycznie wsteczny. Opracowana przez Bellmana procedura sprowadzała się do ogólnie nieliniowych schematów z zamkniętą pętlą sprzężenia zwrotnego.
W 1958 roku Lew Siemjonowicz Pontriagin opracował swoją zasadę maksimum, która rozwiązuje problem sterowania optymalnego w oparciu o rachunek wariacyjny rozwinięty przez Leonharda Eulera. Rozwiązał problem minimum czasu, wyprowadzając prawo sterowania przekaźnikowego on-off jako sterowanie optymalne (Pontryagin, Boltyansky, Gamkrelidze i Mishchenko 1962). W latach 50. XX wieku w Stanach Zjednoczonych (na Uniwersytecie w Chicago i innych ośrodkach) rachunek wariacyjny stosowano do rozwiązywania ogólnych problemów sterowania optymalnego. Pontriagin wprowadził także koncepcję zasady bang-bang (ang. bang–bang control), która opisuje sytuacje, kiedy powinno się sterować systemem, podając sterowanie maksymalne lub w ogóle żadne.